# Marouf al-Bakhit
Marouf al-Bakhit, född 18 mars 1947 i Mahis i al-Balqa, död 7 oktober 2023, var regeringschef (premiärminister) i Jordanien mellan den 1 februari och 24 oktober 2011, då han snabbutnämndes av kung Abdullah II som ett svar på de folkliga protesterna. al-Bakhit tvingades avgå efter att ha anklagats för korruption och efterträddes den 24 oktober 2011 av Awn Shawkat Al-Khasawneh. al-Bakhit innehade posten som premiärminister även mellan 27 november 2005 och 25 november 2007. Han var tidigare ambassadör i Turkiet och Israel.